# Comisión de Comunicaciones y Transportes del Senado de México
La Comisión de Comunicaciones y Transportes del Senado de México es una comisión del Senado de México encargada de ver los asuntos relacionados con las comunicaciones y transportes de México. 
Las tareas que la comisión se realizan en coordinación con los distintos órganos de competencia en materia de comunicaciones y transportes y la colegisladora Cámara de Diputados

## Integrantes
Los actuales integrantes, Senadores de la LXIV Legislatura son:
- Presidente
  - Higinio Martínez Miranda (MORENA)
- Secretarios
  - Marco Antonio Gama Basarte (PAN)
  - José Ramón Enríquez Herrera (MC)
- Integrantes
  - Primo Dothé Mata (MORENA)
  - Santana Armando Guadiana Tijerina (MORENA)
  - Gricelda Valencia de la Mora (MORENA)
  - Freyda Marybel Villegas Canché ((MORENA)
  - Cruz Pérez Cuellar (MORENA)
  - Claudia Esther Bladeras Espinoza (MORENA)
  - Julen Rementeria del Puerto (PAN)
  - Juan Antonio Martín del Campo ((PAN)
  - Ángel García Yáñez (PRI)
  - Manuel Añorve Baños (PRI)
  - Miguel Ángel Mancera Espinosa (PRD)
  - Eunice Renata Romo Molina (Encuentro Social)
  - Roberto Juan Moya Clemente (PAN)
  - Gabriela Benavides Cobos (Partido Verde)
  - Joel Molina Ramírez (MORENA)